# Novopilia
Novopilia (en (ucraïnès): Новопілля, en rus: Новополье, Novopólie) és un poble de la República Autònoma de Crimea a Ucraïna, que el 2014 tenia 313 habitants. Pertany al districte de Bakhtxissarai. Fins al 1945 la vila es deia Ianí-Salà.

## Població
Segons les dades del 2001 la composició de la població de la vila de Novopilia d'acord amb la llengua que empren és la següent:
| Llengua  | %     |
| -------- | ----- |
| Rus      | 45,67 |
| Tàtar    | 32    |
| Ucraïnès | 19,67 |